# Paal Flaata

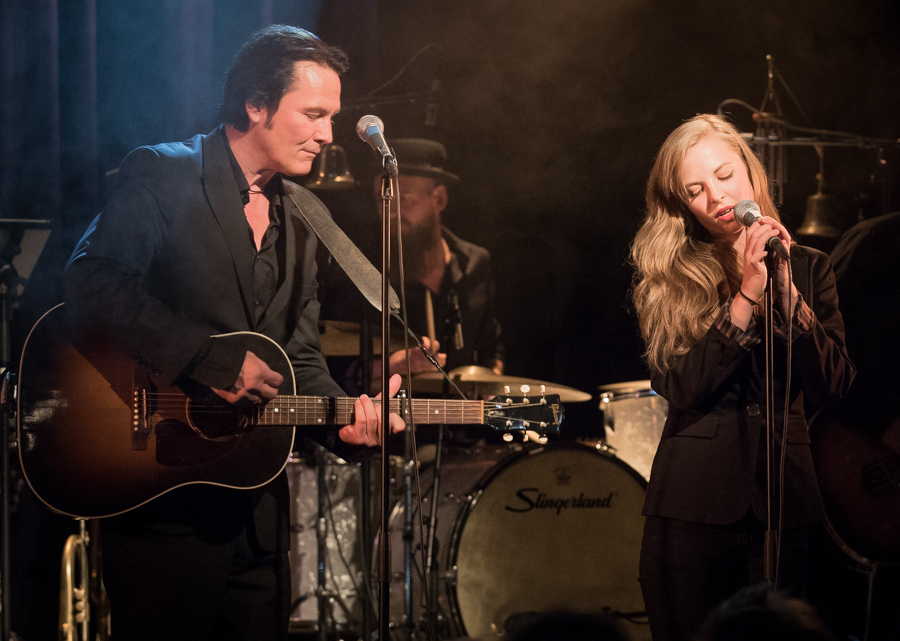
Paal och Maia Flaata, 2016

Paal Flaata (egentligen Pål Flåta), född 8 april 1968 i Skien, Norge, är en norsk vokalist och låtskrivare. Han är främst känd som frontfigur i bandet Midnight Choir och för sin framgångsrika solokarriär.

## Karriär
Under tidigt 1990-tal flyttade Flaata till Oslo där han och två musiker kamperade på gatorna som gatumusikant, med hillbilly-repertoar. Gruppens första skivkontrakt ledde dem till USA för inspelning av debutalbum som Midnight Choir. Mellan 1994 och 2004 gav Midnight Choir ut fem studioalbum och en samlingsskiva innan bandet upplöstes, med Flåta i spetsen under hela perioden.
Flåta debuterade som soloartist med albumet In Demand (2002) och fortsatte efter Midnight Choirs upplösning att släppa egna plattor. Han nominerades till Spellemannprisen 2012 i countryklassen för albumet Wait by the Fire – Songs of Chip Taylor.
Mellan 2012 och 2016 gav han ut en trilogi hyllningsalbum med enbart låtar av amerikanska låtskrivare: Chip Taylor, Mickey Newbury och Townes Van Zandt. Trilogin släpptes 2017 som en 4CD-box som Songs - The Trilogy Collection.
På singeln “Come Tomorrow” (2016) medverkade även hans dotter Maia Flaata. Tillsammans med Stephen Ackles & Vidar Busk har han spelat på konserter och släppt hyllningsalbum till Elvis, jul- och gospelplattor (2016–2018).

## Diskografi
- In Demand (2002)
- Rain (2005)
- Christmas Island (2006)
- Old Angel Midnight (2008)
- Wait By the Fire – Songs of Chip Taylor (2012)
- Bless Us All – Songs of Mickey Newbury (2014)
- Come Tomorrow – Songs of Townes Van Zandt (2016)
- Love and Rain: The Athletic Sessions (2017)
- New Green Grass Will Grow (2022)
- I Heard the Bells on Christmas Day (2023)